# Harald Whitefield
Nils Louis Harald Whitefield, född den 10 juni 1898 i Hässleholm, död den 18 december 1970 i Danderyds församling, Stockholms län, var en svensk ämbetsman.
Whitefield avlade juris kandidatexamen 1921. Efter tingstjänstgöring 1921–1925 blev han extra länsbokhållare i Hallands län 1926, länsbokhållare av första klassen där 1930, i Kristianstads län 1934, länsassessor där 1939, byråchef i Bränslekommissionen 1941(–1943), taxeringsintendent i Kristianstads län 1944 och skattedirektör vid Överståthållarämbetet 1947. Whitefield var landskamrerare i Östergötlands län 1950–1963. Han blev riddare av Vasaorden 1946 och av Nordstjärneorden 1949 samt kommendör av sistnämnda orden 1955. Whitefield vilar på Barkåkra nya kyrkogård.